# 劉績 (明朝)
劉績（1468年—？），字用熙，號芦泉，湖廣武昌府江夏縣人，軍籍，明朝政治人物。

## 生平
弘治二年（1489年）己酉科湖廣鄉試第十一名舉人。弘治三年（1490年）中式庚戌科會試第三十名，二甲第九十名進士。厯官吏部员外郎，出知镇江府，贯穿羣籍，凢所撰述，根极理要。著有《礼记正训》、《芦泉诗文集》。

## 家族
曾祖劉源；祖父劉英；父劉興福，訓導。母余氏。慈侍下。兄劉綸；劉綬（貢士）。弟爾、紀。